# Hondzik
Fanzin HONDZIK byl kulturní občasník (později obšťastník), který vznikl v roce 1996 v Mělníku jako vtipná alternativa k vycházejícím tiskovinám.

## Historie
Parodoval v podstatě všechny tiskoviny – seriózní i bulvární tisk, celostátní i regionální noviny, časopisy pro mládež, pro ženy atd. Neměl komerční, vzdělávací či osvětové cíle. Díky samovolné distribuci vydavatelé zůstali anonymními a mohli se tak bez cenzury věnovat i tématům na hranici zákona – např. některé články, rubriky, ankety nebo inzerce by mohly být považovány za propagaci nelegálních drog, vždy však šlo o ironii a sarkasmus.
Hláška dáme jointa a uvidíme, později zahulíme a uvidíme (psychotest, Hondzik č. 13, s. 2.) zlidověla.
Autoři byli více či méně propojeni se vznikající freetekno subkulturou. Tak byl Hondzik volně distribuován i na prvních ročnících teknivalu CzechTek. V letech 1997–1999 byly pořádány tzv. Hondzik Party v Mělníku a ve Slaném, ze kterých se vykrystalizoval techno system Oktekk a také Hondzik soundsystem, hrající převážně styly jungle/drum & bass.
Poslední číslo (36) vyšlo v roce 2002.

## Náklad a distribuce
Ojedinělým řešením byl systém distribuce. Redakce vždy vytiskla několik exemplářů, které rozdala první řadě čtenářů. Většinou těm, kteří měli přístup ke kopírce a mohli namnožit a rozdat desítky kopií na různých místech. Další krok spočíval v kopírování těchto kopií lidmi, které už původní okruh kolem redakce neznal. Svou zásluhu na množení a volné distribuci tedy měla jak v devadesátých letech vznikající copy-centra, tak střední či vysoké školy vybavené kopírkami. Tímto způsobem se náklad jednoho čísla dostal podle odhadů na tisíce výtisků. Časopis se dostal ke svým čtenářům a cena přitom zůstávala 0 Kč.
Později byla aktuální čísla také ukládána na webové stránky ve formátu pdf. Na nich jsou volně ke stažení. Kompletní archiv se ale v elektronické podobě nedochoval.

## Jazyk a forma
Použitý styl se lišil podle typu konkrétního článku – od zcela formálního po naprosto vulgární.
Byla vyvinuta modifikovaná pravopisná pravidla pro slova obsahující dvojice písmen „ks“, „kv“ a „kš“. Slova, která obsahovala spojené hlásky k-s, se nahradila písmenem x (bylo to xmíchu, otočil xobě, jaxvině, apod.), slova obsahující k-v písmenem q (qečeři, paqytáhl, přeqapení, qětina apod.). Novým písmenem bylo x s háčkem (X̌), nahrazujícím spojení ve slovech obsahujících hlásky k-š (x̌andy, x̌iltovka, tax̌lápl). Pravidlo fungovalo i opačně (eksklusivní, donutil xeksu).

## Redakce
- T. Zelenka (1976; zkratky: bg, Baruch Goldstein, red a další)
- R. Taschner (1974; zkratky: fucker, acid, MDMAn, cajt, red)
- Haroslaw Wasrman (1975; zkratka: w)

Stálí i občasní dopisovatelé: Danvin, Kafka, Mára, Mejla (M.I.L.O.L.I.R.E.)

## Rozsah
Formát A3 – oboustranně, přeloženo na polovinu (4 strany formátu A4).

## Stálé rubriky
- Vtipy
- Deník fízlů
- Okénko poesie
- Tip na trip
- Komiks
- Song book
- Okénko trapného humoru (kreslené vtipy Václava Johanuse)
- Seksuální poradna
- Mega-psycho-test

## Články, povídky na pokračování
- I po šedesátce se dá škodit
- STARTREK
- Medvídek Pů
- Memento